# Supercoupe de Jordanie de football
La Supercoupe de Jordanie est une compétition annuelle de football opposant le champion de Jordanie et le vainqueur de la coupe de Jordanie.
Cette compétition a été créée en 1981.

## Palmarès

### Vainqueurs
| Saison | Vainqueur        | Score T.a.b. | Finaliste        |
| 1981   | Al Faysali Amman | 1-1 5-3      | Al Wahdat        |
| 1982   | Al Faysali Amman | 1-0          | Al Ramtha Irbid  |
| 1983   | Al Ramtha Irbid  | 1-0          | Al Wahdat        |
| 1984   | Al Faysali Amman | 1-0          | Al Ramtha Irbid  |
| 1985   | Al Jazira Amman  | 1-0          | Amman SC         |
| 1986   | Al Faysali Amman | 1-0          | Al Wahdat        |
| 1987   | Al Faysali Amman | 1-0          | Al Arabi Irbid   |
| 1988   | Non disputée     | Non disputée | Non disputée     |
| 1989   | Al Deffatain     | 1-1 4-3      | Al Faysali Amman |
| 1990   | Al Ramtha Irbid  | 3-0          | Al Faysali Amman |
| 1991   | Al Faysali Amman | 3-1          | Al Ramtha Irbid  |
| 1992   | Al Wahdat        | 1-1 4-2      | Al Ramtha Irbid  |
| 1993   | Al Faysali Amman | 2-1          | Al Wahdat        |
| 1994   | Al Faysali Amman | 1-0          | Al Ramtha Irbid  |
| 1995   | Al Faysali Amman | 4-1          | Al Wahdat        |
| 1996   | Al Faysali Amman | 1-0 a.p.     | Al Wahdat        |
| 1997   | Al Wahdat        | 2-0          | Al Ramtha Irbid  |
| 1998   | Al Wahdat        | 4-2          | Al Ramtha Irbid  |
| 1999   | Non disputée     | Non disputée | Non disputée     |
| 2000   | Al Wahdat        | 2-1          | Al Faysali Amman |

| Saison | Vainqueur            | Score T.a.b. | Finaliste            |
| 2001   | Al Wahdat            | 2-1          | Al Faysali Amman     |
| 2002   | Al Faysali Amman     | 3-0          | Al Hussein Irbid     |
| 2003   | Al Hussein Irbid     | 2-1 a.p.     | Al Faysali Amman     |
| 2004   | Al Faysali Amman     | 2-1          | Al Hussein Irbid     |
| 2005   | Al Wahdat            | 2-0          | Al Faysali Amman     |
| 2006   | Al Faysali Amman     | 2-0          | Shabab Al-Ordon Club |
| 2007   | Shabab Al-Ordon Club | 2-0          | Al Wahdat            |
| 2008   | Al Wahdat            | 2-0          | Al Faysali Amman     |
| 2009   | Al Wahdat            | 2-1          | Shabab Al-Ordon Club |
| 2010   | Al Wahdat            | 1-0          | Al Faysali Amman     |
| 2011   | Al Wahdat            | 3-0          | Manshia Bani Hassan  |
| 2012   | Al Faysali Amman     | 3-0          | Manshia Bani Hassan  |
| 2013   | Shabab Al-Ordon Club | 2-0          | That Ras Club        |
| 2014   | Al Wahdat            | 2-0          | Al Buqa'a            |
| 2015   | Al Faysali Amman     | 1-0          | Al Wahdat            |
| 2016   | Al-Ahli              | 2-1          | Al Wahdat            |
| 2017   | Al Faysali Amman     | 2-1ap        | Al-Jazira Amman      |
| 2018   | Al Wahdat            | 2-1          | Al-Jazira Amman      |
| 2020   | Al Faysali Amman     | 1-1 4-3      | Al-Jazira Amman      |
| 2021   | Al Wahdat            | 2-0          | Al-Jazira Amman      |
| 2022   | Al Ramtha Irbid      | 2-0          | Al Faysali Amman     |
| 2023   | Al Wahdat            | 2-1, 1-0     | Al Faysali Amman     |
| 2024   | Al Hussein Irbid     | 3-1, 0-0     | Al Wahdat            |

### Bilan
| Rang | Club                            | Finales gagnées (Première-Dernière) | Finales perdues (Première-Dernière) |
| 1    | Al Faysali Amman                | 17 (1981-2020)                      | 10 (1989-2023)                      |
| 2    | Al Wahdat (Al Deffatain inclus) | 15 (1989-2023)                      | 10 (1981-2024)                      |
| 3    | Al Ramtha Irbid                 | 3 (1983-1990-2022)                  | 7 (1982-1998)                       |
| 4    | Shabab Al-Ordon Club            | 2 (2007-2013)                       | 2 (2006-2009)                       |
| -    | Al Hussein Irbid                | 2 (2003-2024)                       | 2 (2002-2004)                       |
| 6    | Al Jazira Amman                 | 1 (1985)                            | 4 (2017-2021)                       |
| 7    | Al-Ahli Amman                   | 1 (2016)                            | 0                                   |
| 8    | Manshia Bani Hassan             | 0                                   | 2 (2011-2012)                       |
| 9    | Amman SC                        | 0                                   | 1 (1985)                            |
| -    | Al Arabi Irbid                  | 0                                   | 1 (1987)                            |
| -    | Al Buqa'a                       | 0                                   | 1 (2014)                            |
| -    | That Ras Club                   | 0                                   | 1 (2013)                            |